# Couto de Magalhães de Minas

Couto de Magalhães de Minas es un municipio brasileño del estado de Minas Gerais.
Su población estimada en 2010 era de 4.204 habitantes.

## Historia
Conocida, antes de su emancipación, por el nombre de Río Manso; Surgió entre los pioneros núcleos de asentamientos ligados a las labranzas diamantales, en los primeros años del siglo XVIII.
En 1725, Sebastião Leme del Prado, fundador del pueblo junto a sus compañeros paulistas, llegaron al lugar en busca de oro y diamantes y asentó campamento cerca de las márgenes de un río sereno y cristalino que recibe el nombre de Río Manso, En el área de demarcación del  Distrito Diamantino .
Con la decadencia de la minería, las tierras fértiles del pueblo pasaron a ser explotadas con la plantación de frutas y con la agricultura, que se puede observar hasta los días de hoy.
La ciudad tiene un pueblo hospitalario, que preserva sus raíces culturales; Y un hermoso paisaje natural, con cascadas, relieve y topografía típicos de la región de Diamantina.
- Datos: Q1792861
- Multimedia: Couto de Magalhães de Minas / Q1792861